# Wojskowy Sąd Okręgowy Nr IX
Wojskowy Sąd Okręgowy Nr IX – jednostka organizacyjna służby sprawiedliwości Wojska Polskiego II RP z siedzibą w Brześciu nad Bugiem.

## Historia
Po zakończeniu I wojny światowej i odzyskaniu przez Polskę niepodległości rozkazem Ministra Spraw Wojskowych z 22 sierpnia 1921 został utworzony Sąd Wojskowy Okręgu Generalnego Brześć nad Bugiem, po tym jak 1 sierpnia 1921 powołano Dowództwo Okręgu Generalnego Brześć nad Bugiem. 5 grudnia 1921 został SWOG został przemianowany na Wojskowy Sąd Okręgowy w Brześciu, a po likwidacji Okręgu Generalnego Kielce w połowie stycznia 1922 powstał Wojskowy Sąd Okręgowy Nr IX w Brześciu nad Bugiem.
Rozkazem z 6 grudnia 1920 powołano wojskowe sądy załogowe w Siedlcach, Białej Podlaskiej, które organizowano w 1921. W związku z przekształceniem DOG na DOK rozkazem z 15 listopada 1921 te wojskowe sądy załogowe zostały przemianowane w wojskowe sądy rejonowe (z zastrzeżeniem, że Sąd Załogowy w Białej Podlaskiej powstał jako Wojskowy Sąd Rejonowy w Baranowicach z tymczasową siedzibą w Słonimie).
Siedziba WSO NR IX w styczniu 1923 została ulokowana w budynku byłych stajen wojskowych. 
Wojskowy sąd okręgowy obejmował swoim obszarem działania cały Okręg Korpusu Nr IX. Sąd wykonywał czynności zasadniczo na swoim obszarze działania. Poza swoim obszarem działania sąd mógł wykonywać czynności tylko, gdy wymagało tego dobro wymiaru sprawiedliwości, ewentualnie gdy znacznie oszczędzono by koszty.

## Obsada
Szefowie sądu
- płk KS Edmund Kaczkowski (1923 – 1 XI 1924 → szef WSO Nr II)
- płk KS Edward Riedl (1 XI 1924 – I 1927 → stan spoczynku z dniem 30 IV 1927)
- ppłk KS dr Tadeusz Giziński (1 II 1927[5][6] – 28 II 1931 → stan spoczynku[7])
- ppłk / płk KS Konstanty Lisowski (26 II 1931[8] – 1936[9])
- ppłk aud. Tadeusz Wyszomirski (do 1937[9])
- ppłk aud. Tomasz Marian Żuk-Rybicki[a] (do 18 IX 1939[9][10])

Obsada personalna w 1939 roku
Obsada personalna i struktura organizacyjna w marcu 1939 roku:
- szef sądu - ppłk Tomasz Marian Żuk-Rybicki
- sędzia orzekający – mjr dr Stanisław Franciszek Menhard
- sędzia orzekający – mjr mgr Jan Józef Piątkowski
- sędzia orzekający – mjr dr Roman Szłapa
- sędzia śledczy – mjr dr Jan Michał Madziara †1940 Charków[13]
- sędzia śledczy – kpt. mgr Władysław II Tomaszewski
- aplikant – ppor. rez. piech. pdsc. mgr Jacek Maciejewski †1940 Katyń[14]
- aplikant – ppor. rez. piech. pdsc. mgr Stanisław Śmiałek
- aplikant – ppor. rez. piech. pdsc. mgr Antoni Marian Woltyński
- sekretarz – chor. Stanisław Bolesław Sowiński[c] †1940 Charków[17]

## Wojskowa Prokuratura Okręgowa Nr 9
Przy WSO Nr IX od 12 stycznia 1922 działała prokuratura. 
Wojskowi prokuratury okręgowi
- ppłk KS Tadeusz Michał Piątkiewicz (do 1 IX 1923 → prokurator Prokuratury przy WSO Nr X[19][20])
- mjr KS Tomasz Jan Puszka-Milczyński (p.o. 1 – 31 VIII 1923[21])
- ppłk KS Stefan Kaczmarek (1 IX 1923[19][22] – 1924 → prokurator Prokuratury przy WSO Nr I[23])
- ppłk KS Edmund Wełdycz (1924 – 1926 → prokurator Prokuratury przy WSO Nr III)
- ppłk KS Jan Paweł Gordon (1 VIII 1926[24] – 1 II 1927 → sędzia orzekający w WSO Nr X[5])
- płk KS Stanisław Henryk Arnold Orski (1 VI 1927[5][25] – XII 1927 → przeniesiony służbowo do Prokuratury przy NSW na 3 miesiące[26][27])
- mjr / ppłk KS Konstanty Lisowski (1928[18] – 26 II 1931 → szef WSO Nr IX)
- mjr KS Józef Marian Tesznar (od 26 II 1931[8])
- ppłk aud. dr Tadeusz Marian Wrześniowski (do IX 1939[28][29])

Obsada personalna w marcu 1939 roku:
- prokurator – ppłk dr Tadeusz Marian Wrześniowski
- wiceprokurator – mjr dr Władysław Kaufman
- podprokurator – kpt. mgr Józef Wojtuń
- asystent – por mgr Władysław Czernyszewicz
- asystent – por mgr Andrzej Klemens Glaubicz-Rokossowski
- asystent – por mgr Józef Roman Jedlewski
- asystent – por. mgr Jan Guzik
- asystent – por. mgr Adam Aleksander Jan Stelmach